# Galina Misjenina
Galina Misjenina, född den 5 augusti 1950 i Solnetjnogorsk i Ryssland, är en sovjetisk roddare.
Hon tog OS-brons i fyra med styrman i samband med de olympiska roddtävlingarna 1976 i Montréal.